# 981
سنة 981 م كانت سنة بسيطة تبدأ يوم السبت (الرابط يظهر نموذج التقويم الكامل للسنة) من التقويم اليولياني.

## مواليد
- أبو القاسم المغربي
- أبو عمرو الداني

## وفيات
- عبد السلام الأسمر